# Столетов, Александр Григорьевич
Алекса́ндр Григо́рьевич Столе́тов (29 июля [10 августа] 1839, Владимир — 16 [28] мая 1896, Москва) — русский физик, заслуженный профессор Императорского Московского университета.
Получил кривую намагничивания железа (1872), систематически исследовал внешний фотоэффект (1888—1890), открыл первый закон фотоэффекта. Исследовал газовый разряд, критическое состояние и другие явления. Основал физическую лабораторию в Императорском Московском университете.

## Биография
Родился 29 июля (10 августа) 1839 года в семье небогатого купца, владельца бакалейной лавки и мастерской по выделке кож Григория Михайловича Столетова. Мать, Александра Васильевна, происходила из семьи купцов Полежаевых города Касимова Тамбовской губернии. Будучи образованной женщиной, сама готовила своих детей (всего их было шесть) к поступлению в гимназию, обучая их арифметике и русскому языку. Его брат Николай Григорьевич стал видным военачальником. Александр в 4 года научился читать, а впоследствии проявлял интерес к литературе, выпуская во время учёбы в гимназии рукописный журнал.
Учился во Владимирской гимназии (1849–1856). Окончив гимназию с золотой медалью, поступил на физико-математический факультет Императорского Московского университета «казённокоштным» студентом, где обучался у профессора М. Ф. Спасского:733. В 1860 году окончил курс с отличием и был оставлен при университете для приготовления к профессорскому званию.
С лета 1862 года до начала 1866 года по специальной стипендии, пожертвованной университету профессорами Сергеем и Константином Рачинскими,  проходил стажировку за границей, занимаясь физикой сначала в Гейдельберге, потом в Гёттингене (в физической лаборатории Вильгельма-Эдуарда Вебера), Берлине (в лаборатории Генриха-Густава Магнуса, слушал лекции Георга Германа Квинке, Дэве, Пальцова), Париже (университет Сорбонна) и, наконец, опять в Гейдельберге, в лаборатории Густава Роберта Кирхгофа. В первой своей научной работе установил, что диэлектрические свойства среды не влияют на электромагнитное взаимодействие проводников электрического тока; Кирхгоф называл его самым талантливым своим учеником.
С февраля 1866 года начал в Императорском Московском университете чтение лекций по математической физике и физической географии.
15 февраля 1869 года в Московском математическом обществе прочитал свою магистерскую диссертацию: «Общая задача электростатики и её приведение к простейшему виду» (о наведении зарядов на первоначально незаряжённом проводнике в присутствии этих зарядов на заряжённый проводник и перераспределение зарядов до наступления электрического равновесия), а в мае 1869 года блестяще защитил её. Показал решение задачи для общего случая взаимодействия произвольного числа проводников. С июня 1869 года — доцент по кафедре физики. В 1870 году на квартире Столетова еженедельно стал собираться физический кружок.
В 1871 году Столетов снова отправился за границу, где пробыл около полугода, работая в лаборатории Кирхгофа над докторской диссертацией на тему: «Исследование о функции намагничивания железа», которую защитил в апреле 1872 года. В июне того же года был утверждён экстраординарным профессором, а в 1873 году — ординарным профессором. В 1872 году по его инициативе и при непосредственном участии была организована первая в России учебно-исследовательская физическая лаборатория. Инициатор создания Физического института при Императорском Московском университете. Непрерывно занимаясь своим любимым предметом — физикой, Столетов умел возбудить интерес к этой науке и в своих многочисленных учениках. Большая часть университетских профессоров физики были его учениками. У студентов считался строгим преподавателем; Ф. В. Шлиппе вспоминал:

Столетов был известен тем, что задавал всякие мудрёные вопросы, затем безучастно с каменным лицом глядел на экзаменующегося и безжалостно одного за другим проваливал. Впоследствии был назначен второй экзаменатор, который ставил свою отметку, и среднее пропорциональное двух баллов было действительно.
— Автобиографические записки
В 1874 году приглашён на торжества в честь открытия физической лаборатории при Кембриджском университете.
В 1876 году провёл ряд экспериментов по измерению величины отношения электромагнитных и электростатических единиц и получил значение, близкое к скорости света. Организовал в университете кружок-коллоквиум физиков,
С 1881 года — действительный статский советник. В 1882 году назначен заведующим кафедрой опытной физики Императорского Московского университета.
В 1889 году опубликовал фундаментальную работу «Актино-электрические исследования», в которой дал описание закономерностей фотоэффекта (закон Столетова), ещё не зная о существовании электронов. В 1891 году получил звание заслуженного профессора Императорского Московского университета.
Все работы Столетова, как строго научные, так и литературные, отличаются замечательным изяществом мысли и выполнения. Кроме занятий в университете, Столетов немало времени посвятил работе в Обществе любителей естествознания и в Музее прикладных знаний. В течение нескольких лет состоял председателем физического отделения Общества любителей естествознания и директором физического отдела при Политехническом музее. Проводя почти каждое лето за границей, Столетов имел возможность познакомиться со всеми выдающимися западноевропейскими физиками, с которыми постоянно поддерживал отношения. Принимал участие и в международных конгрессах; в 1889 году был избран вице-президентом на 2-м Международном конгрессе электриков в Париже. Состоял членом многих учёных обществ, как русских, так и иностранных: был почётным членом Общества любителей естествознания, Киевского физико-математического общества, Киевского общества естествоиспытателей, членом Московского математического общества, Русского физико-химического общества, парижского Société française de physique  (фр.), членом-основателем и корреспондентом парижского Société internationale des électriciens  (фр.), иностранным членом лондонского Institution of Electrical Engineers  (англ.). Также был почётным членом Киевского университета Св. Владимира.
Кроме занятия наукой Столетов интересовался литературой, искусством. В 1893 году трое академиков — Чебышёв, Бредихин и Бекетов — рекомендовали Столетова на выдвижение в члены Петербургской академии наук. Однако президент академии великий князь Константин отклонил выдвижение. В следующем году занимался организацией физической секции на IX съезде естествоиспытателей и врачей, превосходно организовав демонстративные заседания этой секции.
Скончался А. Г. Столетов от воспаления лёгких в 1896 году «в 3 часа ночи с 15-го на 16-е мая в Москве». Похоронен во Владимире, на Князь-Владимирском (старом) кладбище.

## Научная деятельность
Основные работы в области электромагнетизма, оптики, молекулярной физики.
- Первым показал, что при увеличении намагничивающего поля магнитная восприимчивость железа сначала растёт, а затем, после достижения максимума, уменьшается (1872).
- Снял кривую магнитной проницаемости ферромагнетика (кривая Столетова).
- Автор двух методов магнитных измерений веществ (метод тороида с замкнутой магнитной цепью и баллистическое измерение намагниченности).
- Провёл ряд экспериментов по измерению величины отношения электромагнитных и электростатических единиц, получил значение, близкое к скорости света (1876).
- Установил три закона фотоэффекта.[11]
- Провёл цикл работ по изучению внешнего фотоэффекта, открытого в 1887 году Г. Герцем (1888—1890).
- Создал первый фотоэлемент, основанный на внешнем фотоэффекте. Рассмотрел инерционность фототока и оценил его запаздывание в 0,001 с.
- Открыл прямо пропорциональную зависимость силы фототока от интенсивности падающего на фотокатод света (первый закон внешнего фотоэффекта, закон Столетова).
- Открыл явление понижения чувствительности фотоэлемента со временем (явление фотоэлектрического утомления) (1889; совместно с В.Гальваксом).
- Основоположник количественных методов исследования фотоэффекта.
- Автор метода фотоэлектрического контроля интенсивности света.
- Исследовал несамостоятельный газовый разряд.
- Обнаружил постоянство отношения напряжённости электрического поля к давлению газа при максимальном токе (константа Столетова).
- Провёл цикл работ по исследованию критического состояния вещества (1892—1894).

## Награды
В 1877 году был награждён орденом Святой Анны 2-й степени, в 1885-м — орденом Святого Владимира 3-й степени; в 1889-м — орденом Святого Станислава 1-й степени. В 1882 году был награждён французским орденом Почётного легиона.
В 1884 году награждён медалью за деятельность на пользу общества  и Политехнического музея Москвы Обществом любителей естествознания, антропологии и естествознания.

## Публикации
Перечень работ А. Г. Столетова приведён в «Журнале Русского физико-химического общества», т. 29, стр. 72. Кроме двух диссертаций, наиболее важные статьи:
- Актино-электрические исследования. — СПб.: Тип. В. Демакова, 1889. — 48 с.[13]
- Гельмгольтц и современная физика. — М.: Т-во Кушнерев и К°, 1895. —  29 с.[14]
- Введение в акустику и оптику. — М.: Т-во Кушнерев и К°, 1900. — 331 с.[15]
- Общедоступные лекции и речи. Дата обращения: 9 мая 2009. Архивировано из оригинала 29 июля 2013 года.. Биограф. очерк сост. К. Тимирязевым. — М.,1902. — 260 с.: ил., 1 л. порт.
- «О Кольраушевом измерении ртутной единицы сопротивления»;
- «Sur une méthode pour déterminer le rapport des unités électromagnétiques et électrostatiques» (le «v» de Maxwell);
- «Об электричестве соприкосновения»;

- «О критическом состоянии тел» (4 ст.);
- «Эфир и электричество» (речь);
- «Очерк развития наших сведений о газах».

## Память
- Улица Столетова (во Владимире — улица Столетовых) — название ряда улиц в городах бывшего СССР.
- В Красноармейском районе Волгограда есть проспект и площадь Столетова.
- Перед зданием физического факультета МГУ на Воробьёвых горах установлен памятник Столетову (1953, скульптор: С. И. Селиханов).
- Имя Столетова носит кратер на обратной стороне Луны.
- С 2009 года имя братьев Столетовых носит Владимирский государственный университет. Имя А. Г. Столетова было присвоено в 1970 году и Владимирской школе № 23 (ныне Владимирская лингвистическая гимназия).
- Российская Академия наук присуждает Премию имени А. Г. Столетова за выдающиеся работы по физике.[16]
- Именем А. Г. Столетова в 2014 году назван самолет Airbus A320 авиакомпании Аэрофлот[17]
- С 1976 года действует Мемориальный дом-музей Столетовых во Владимире.